# 日本角鯊
日本角鯊（學名：Squalus japonicus），又名日本棘鮫，是軟骨魚綱角鯊目角鯊科的一種。

## 分布
本魚分佈於西太平洋區，包括日本東南部、朝鮮半島、台灣、中國、菲律賓、馬來西亞、越南等海域。

## 深度
水深150至300公尺。

## 特徵
本魚體細而延長，頭部平扁而較長。眼長橢圓形，無瞬膜。具盾鱗，魚體灰褐色，腹面淡白色。背鰭兩個，各具一硬棘。鰭後緣具白邊，尾細長，尾基上方具凹窪。體長可達91公分。

## 生態
本魚棲息在大陸棚及大陸坡，屬肉食性，以魚類和甲殼類為主，卵胎生。

## 經濟利用
食用魚，可做成沙魚煙。